# NPD-Verbotsverfahren (2013–2017)
Infolge des Bekanntwerdens des Täterumfelds der Gewalttaten und Morde der rechtsextremen Terrorzelle Nationalsozialistischer Untergrund (NSU) kam es 2012 zu Bestrebungen, ein zweites NPD-Verbotsverfahren in Gang zu setzen, nachdem ein erstes Verbotsverfahren 2003 wegen Verfahrensfehlern eingestellt worden war. Ziel der Antragsteller war es, die Verfassungswidrigkeit der rechtsextremen Nationaldemokratischen Partei Deutschlands (NPD) durch das Bundesverfassungsgericht (BVerfG) feststellen zu lassen und damit ein Verbot dieser Partei zu erreichen.
Gemäß Art. 21 des Grundgesetzes obliegt es allein dem Bundesverfassungsgericht, über die Verfassungsmäßigkeit einer Partei zu entscheiden; demnach kann eine verfassungswidrige Partei in Deutschland auch nur vom Verfassungsgericht des Bundes verboten werden.
Im Dezember 2012 beschlossen die deutschen Länder, einen Antrag auf das Verbot der NPD zu stellen und diesen im Zweifelsfall auch ohne Unterstützung von Bundestag und Bundesregierung vorzubringen. An dem im darauffolgenden Jahr eingereichten Verbotsantrag beteiligte sich die Bundesregierung nicht. Im Januar 2017 wies das Bundesverfassungsgericht den Verbotsantrag ab. Zwar sahen es die Richter als erwiesen an, dass die Partei eine verfassungsfeindliche Gesinnung habe, sie habe aber nicht das „Potenzial“, die Demokratie in Deutschland zu beseitigen.

## Vorgeschichte
Anträge für ein NPD-Verbotsverfahren zu Beginn der 2000er Jahre waren von der Bundesregierung unter Bundeskanzler Gerhard Schröder, bei weitgehender Federführung durch den Innenminister Otto Schily, sowie dem Bundestag und dem Bundesrat beim Bundesverfassungsgericht (BVerfG) eingereicht worden. Allerdings wurden die Verfahren vom Bundesverfassungsgericht am 18. März 2003 aus Verfahrensgründen eingestellt, weil V-Leute des Verfassungsschutzes auch in der Führungsebene der Partei tätig waren. Die Frage, ob es sich bei der NPD um eine verfassungswidrige Partei handelt, wurde nicht geprüft.
In der Folge gab es wiederholt Anläufe für ein erneutes Verfahren. Aufgrund des offensiven und kämpferischen Auftretens der NPD wurde die Einreichung eines erneuten Verbotsantrages beim Bundesverfassungsgericht weiterhin diskutiert. Als problematisch werden dabei die Hürden angesehen, die das Bundesverfassungsgericht 2003 für ein erneutes Verbotsverfahren angelegt hat, nämlich unmittelbar vor und während des Verfahrens keine V-Leute in der Führungsebene der NPD zu nutzen.

### 2008
Aufgrund eines Messerangriffs auf den Passauer Polizeichef Alois Mannichl am 13. Dezember 2008 kam es erneut zu einer verstärkten Debatte über ein mögliches NPD-Verbotsverfahren. Die Debatte war durch eine entsprechende Äußerung des CSU-Vorsitzenden Horst Seehofer eröffnet worden. Wegen der fraglichen Erfolgsaussichten äußerten sich etwa der damalige FDP-Vorsitzende Guido Westerwelle, der Generalsekretär des Zentralrats der Juden in Deutschland, Stephan Kramer, und der bayerische Innenminister Joachim Herrmann skeptisch zu einem erneuten Verbotsverfahren.

### 2009
Im Mai 2009 legten Innenminister und Innensenatoren einiger Bundesländer eine Dokumentation vor, die ohne Einsatz von V-Männern erstellt wurde. Diese Dokumentation sollte eine erneute Klage auf Verfassungswidrigkeit und Verbot der Partei vorbereiten.

„Die Gegnerschaft der NPD und ihrer Anhänger zu den wesentlichen Verfassungsprinzipien sei nicht bloß Bestandteil eines theoretisch abstrakten Meinungsstreites, sondern finde ihren Ausdruck in der aktiven Bekämpfung der Verfassungsordnung, heißt es in der aktuellen Dokumentation. Die NPD verfolge ihre Ziele in einer Weise, die über eine originäre Rolle als Wahlpartei in einem demokratischen Repräsentativsystem weit hinaus reiche. Es gehe ihr nicht um Reformen, wie sie für das politische Leben üblich und notwendig seien, sondern sie verfolge planvoll und kontinuierlich die Beseitigung der freiheitlichen demokratischen Grundordnung. Dies betreffe insbesondere ihr Verhältnis zur Gewalt.“

Der bayerische Innenminister Joachim Herrmann kündigte im September 2009 ein erneutes Verbotsverfahren in Zusammenarbeit mit den Ministerpräsidenten der SPD-regierten Bundesländer und entgegen der Meinung von Innenminister Wolfgang Schäuble an. Er kommentierte seinen Plan mit den Worten: „Bayern möchte dem Treiben der NPD nicht zusehen, bis sich diese Verfassungsfeinde in der Republik etabliert haben.“

### 2011
Nach der Aufdeckung von Verbindungen des ehemaligen stellvertretenden Vorsitzenden der Thüringer NPD Ralf Wohlleben zu der terroristischen Gruppe Nationalsozialistischer Untergrund (NSU) im November 2011 kamen erneut Forderungen nach einem NPD-Verbot auf. Sabine Leutheusser-Schnarrenberger (Bundesjustizministerin im Kabinett Merkel II sowie von 1992 bis 1996) äußerte sich jedoch skeptisch. Ihr gehe es vor allem um eine Reform der Sicherheitsbehörden hin zu mehr Effizienz. Am 9. Dezember 2011 beschloss die Innenministerkonferenz (IMK) in Wiesbaden einstimmig, die Chancen eines erneuten Verbotsverfahrens zu prüfen.

### 2012
Im Februar 2012 berichtete Der Spiegel über die NPD. Die Autoren konstatierten:

„Innenansichten aus der Partei ergeben heute das Bild einer Truppe, die
- gegen Ausländer und Juden hetzt;
- für Adolf Hitler und das "Dritte Reich" schwärmt;
- bis hoch in den Bundesvorstand damit kokettiert, das Land notfalls auch mit Gewalt zu verändern;
- die Arbeit im Parlament als Möglichkeit nutzt, den Staat zu bekämpfen;
- ihre Weltanschauung mit dem Image einer Kümmerer-Partei kaschiert und damit im Osten tief in bürgerliche Schichten eingedrungen ist.

Am Ende gibt es für die NPD ein Ziel: das System zu überwinden, die Demokratie, den Pluralismus.“

Dies spreche dafür, dass die NPD tatsächlich verboten werden könnte. Eine andere Frage sei, ob man es wirklich tun sollte.
Dass die Innenminister der CDU- und CSU-regierten Bundesländer im März 2012 in einer Telefonkonferenz beschlossen, die V-Leute aus der Spitze der NPD abzuziehen, wurde als Indiz für ein erneutes Verbotsverfahren aufgenommen. Einige Politiker der CDU und CSU äußerten Bedenken, ob ein Verbotsverfahren verhältnismäßig genug sei, um Aussicht auf Erfolg zu haben. Die NPD spiele bundesweit kaum eine Rolle; ein Verbotsverfahren könne aufgrund mangelnder Relevanz scheitern.
Im November 2012 legte Franz-Wilhelm Dollinger, Vizepräsident des Karlsruher Sozialgerichts, ein umfangreiches Gutachten vor. Uwe Schünemann (CDU), damals niedersächsischer Innenminister im Kabinett McAllister (er hatte das Gutachten zwei Monate zuvor beauftragt) änderte danach seine Meinung: er befürwortete von nun an einen Versuch, die NPD verbieten zu lassen.
Am 5. Dezember 2012 sprachen sich die Innenminister der Länder bei einem Treffen in Rostock-Warnemünde einstimmig für ein neues Verbotsverfahren aus. Einen Tag später folgte die Ministerpräsidentenkonferenz ebenfalls einstimmig dem Votum der Innenminister. Daraufhin beschloss der Bundesrat am 14. Dezember 2012 mit großer Mehrheit (nur das Land Hessen enthielt sich der Stimme), erneut ein Verbot der NPD beim Bundesverfassungsgericht zu beantragen.
Das Verbotsverfahren steht auch in einem Zusammenhang mit den Aufklärungen der Morde durch den Nationalsozialistischen Untergrund (NSU). Verknüpfungen zwischen dem NSU und der NPD wurden in der Öffentlichkeit diskutiert und vielfältig als Anlass dafür gesehen, ein neues NPD-Verbotsverfahren zu starten. 

## Verbotsverfahren

### 2013
Die Bundesregierung kündigte im März 2013 an, keinen eigenen Verbotsantrag zu stellen, da sie diesen „für nicht erforderlich“ halte. Ein auf Initiative der SPD-Bundestagsfraktion zur Abstimmung gestellter eigener Antrag fand am 25. April 2013 im Bundestag keine Mehrheit – 211 Abgeordnete stimmten dafür, 326 gegen den Antrag, bei 40 Enthaltungen.
Im Zuge der öffentlichen Debatte um ein Verbot der NPD erhob diese eine Organklage vor dem Bundesverfassungsgericht, in welchem sie beantragte, „festzustellen, dass die Antragstellerin nicht verfassungswidrig im Sinne des Art. 21 Abs. 2 GG ist“. Dieser und andere Anträge der NPD zur Sache wurden in der Entscheidung des 2. Senats des Bundesverfassungsgerichts vom 20. Februar 2013 (2 BvE 11/12) abgelehnt.
Ausgangspunkt der Argumentation des Bundesverfassungsgerichts war dessen Auffassung, dass politische Parteien „in der Wahrnehmung ihrer Rechte frei“ seien, solange das Bundesverfassungsgericht nicht ihre Verfassungswidrigkeit festgestellt hat und daher „darin nicht durch administratives Einschreiten unter Berufung auf die Behauptung ihrer Verfassungswidrigkeit gehindert werden“ dürfen.
Weiterhin stellte das Bundesverfassungsgericht fest, dass politische Parteien sich „entsprechend ihrer Aufgabe, bei der politischen Willensbildung des Volkes mitzuwirken (Art. 21 Abs. 1 Satz 1 GG), der öffentlichen Auseinandersetzung“ zu stellen hätten und: „Teil der öffentlichen Auseinandersetzung sind Äußerungen zur Einschätzung einer politischen Partei als verfassungsfeindlich, sofern sie sich im Rahmen von Recht und Gesetz halten. Solchen Äußerungen kann und muss die betroffene Partei mit den Mitteln des Meinungskampfes begegnen.“
Im März 2013 befürworteten CSU, SPD, Grüne und Linke ein Verbot der NPD. Die FDP stellt sich gegen ein Verbot. Die CDU stellt einen eigenen Verbotsantrag infrage. Gleichzeitig hofft sie auf einen Erfolg des Antrags der Bundesländer.
Am 3. Dezember 2013 reichte der Bundesrat beim Bundesverfassungsgericht einen Antrag auf Verbot der NPD nach Artikel 21 des Grundgesetzes für die Bundesrepublik Deutschland ein. Dabei stützt sich der Antrag auch auf ein Gutachten des Münchener Instituts für Zeitgeschichte (IfZ). Die Wissenschaftler sehen darin das politische Programm der NPD weitestgehend identisch mit der Ideologie der NSDAP unter Adolf Hitler. Eine ebenfalls das Verbot der Partei ermöglichende „akute Bedrohung der Verfassung“ war als Argument im Vorfeld umstritten, da die politische Bedeutung der NPD bei einer nachträglichen Prüfung durch den Europäischen Gerichtshof für Menschenrechte zu Artikel 11 der Menschenrechtskonvention als zu gering bewertet werden könne. Prozessbevollmächtigte des Bundesrates sind die beiden Professoren für Öffentliches Recht der Humboldt-Universität zu Berlin Christoph Möllers und Christian Waldhoff.
Der frühere Präsident des Bundesverfassungsgerichts von 2002 bis 2010, Hans-Jürgen Papier, äußerte sich skeptisch zu den Erfolgsaussichten des neuen NPD-Verbotsverfahrens. Für ihn sei es für ein Verbot nicht ausreichend, wenn eine Partei verfassungswidrige Ideen vertritt und verbreitet. Es müssten hierzu eine aggressiv-kämpferische, aktiv-kämpferische Haltung gegenüber den Grundwerten und dem Kernbestand der verfassungsmäßigen Ordnung hinzukommen.
Die NPD antwortete am 4. Dezember 2013 in einer Pressekonferenz auf das erneute Verbotsverfahren, ihr damaliger Vorsitzender Holger Apfel bezeichnete es als „Skandal“ und „absurdes Possenspiel“.

### 2014
Der für das NPD-Verbotsverfahren seit Dezember 2013 als Berichterstatter für die Vorbereitung und die Entscheidungsentwürfe verantwortliche Verfassungsrichter Michael Gerhardt beantragte 2014 nach vier Monaten „aus persönlichen Gründen“ seine vorzeitige Versetzung in den Ruhestand.

### 2015
Am 19. März 2015 forderte das Bundesverfassungsgericht den Bundesrat in mehreren Punkten auf, mehr Beweise vorzulegen, dass V-Personen in der NPD „abgeschaltet“ wurden. Am 15. Mai 2015 wurden die Dokumente dem Verfassungsgericht übergeben.
Am 2. Dezember entschied das Bundesverfassungsgericht, das Verbotsverfahren gegen die NPD zu eröffnen.

### 2016
Für die mündliche Verhandlung wurden zunächst drei Termine vom 1. bis zum 3. März 2016 festgelegt. Am 1. März, vor Beginn der mündlichen Verhandlung, stellte der Prozessbevollmächtigte der NPD, Peter Richter, mehrere Befangenheitsanträge. Sie richteten sich gegen Peter M. Huber und Peter Müller, die, bevor sie Verfassungsrichter wurden, Landesminister bzw. Ministerpräsident eines Bundeslandes waren und sich in diesen Funktionen kritisch gegenüber der NPD geäußert hatten. Ein weiterer Befangenheitsantrag richtete sich gegen den gesamten Senat, da seine Richter noch allein durch den Wahlausschuss und nicht den gesamten Bundestag gewählt wurden. Das Gericht lehnte alle Befangenheitsanträge ab. „Weiterhin rügte Peter Richter, dass die Richterin Doris König und der Richter Ulrich Maidowski erst zum Zweiten Senat hinzukamen, als das Verbot bereits beantragt war.“ Inhaltlich wurde am ersten Verhandlungstag die Frage nach der Abschaltung der V-Männer behandelt.
Am zweiten und dritten Tag wurde zur Sache verhandelt. Dabei ließen zahlreiche kritische Fragen von der Richterbank erkennen, dass es massive Zweifel daran gibt, ob ein Verbot der insgesamt schwachen und politisch isolierten NPD verhältnismäßig ist. Andererseits scheint das Gericht fremdenfeindliche Ziele der NPD („Ausländerrückführung“) als verfassungswidrig anzusehen. Ob aber eine verfassungswidrige Zielsetzung allein für ein Verbot ausreicht bei einer Partei, die keine ernsthafte Gefahr für die „freiheitliche demokratische Grundordnung“ darstellt, wird das Gericht klären müssen. Es wird erwartet, dass es seine Verbotsmaßstäbe der fünfziger Jahre (SRP- und KPD-Verbotsurteil) präzisieren und aktualisieren wird – nicht zuletzt mit Blick auf die Rechtsprechung des Europäischen Gerichtshofs für Menschenrechte.
Kurz vor Ablauf einer Frist, die das Bundesverfassungsgericht der NPD eingeräumt hatte, um auf einen neuen Schriftsatz des Bundesrates zu antworten, ging diese gerichtlich gegen den Gutachter Steffen Kailitz vor. Diesem müsse die Behauptung untersagt werden, die Partei plane „rassistisch motivierte Staatsverbrechen“.
Am 3. November hat das Bundesverfassungsgericht angekündigt, dass das Urteil am 17. Januar 2017 verkündet werden soll. Bereits vor der Urteilsverkündung wurde aus mit dem Verbotsverfahren befassten Kreisen des Bundesrates und der Bundesregierung über ein mögliches Scheitern des Verbotsantrages spekuliert. Die NPD sei zwar „ideologisch eindeutig verfassungswidrig“, aber politisch zu unbedeutend, um sie verbieten zu können.

### 2017 und Nachwirkung
Diese Rechtsauffassung wurde durch das Urteil am 17. Januar 2017 bestätigt. Ein Verbot kam aus Sicht des Gerichtes allerdings nicht in Betracht, so dass der Verbotsantrag abgelehnt wurde. Das Gericht beurteilte die NPD zwar inhaltlich als verfassungsfeindlich, angesichts ihrer Bedeutungslosigkeit im politischen Geschehen sei aber nach Auffassung des Gerichts kein Verbot der Partei gerechtfertigt. Es verneinte ebenfalls, dass es hinreichende Anhaltspunkte für die Schaffung einer Atmosphäre der Angst durch die Partei gebe, mit welcher sie in der Lage sei, die Freiheit der politischen Willensbildung spürbar zu beeinträchtigen. „National befreite Zonen“ würden nicht existieren und der Kleinstort Jamel (Gägelow) stelle „einen nicht übertragbaren Sonderfall dar.“ Unmittelbar nach Beginn der Urteilsverkündung kursierten in zahlreichen großen Medien Falschmeldungen, nach denen die NPD verboten worden sei, da der Gerichts-Präsident Andreas Voßkuhle am Anfang der Sitzung den Verbotsantrag vorgelesen hatte, welcher dann von vielen Journalisten irrtümlicherweise für das Urteil gehalten worden war.
Die Unvereinbarkeit des Politikkonzeptes der NPD mit der FDGO wurde hauptsächlich mit ihrem rassisch definierten Volksbegriff begründet, nach welchem Nichtweiße keine Deutschen werden können, was, laut Gericht, die „rassistische Ausgrenzung aller ethnisch Nichtdeutschen“ zur Folge habe. Ihr gesamtes darauf aufbauendes Politikkonzept weise daher „Elemente der Wesensverwandtschaft mit dem historischen Nationalsozialismus“ auf. Dem Einwand der Partei, dass ihr Volksbegriff grundgesetzkonform sei, da sie mit diesem lediglich die Rückkehr zu dem bis 1999 geltenden Reichs- und Staatsangehörigkeitsgesetz fordere, hielt das Gericht entgegen, dass sie mit ihrer rassischen Begriffsdefinition weit über dessen Bestimmungen hinausgehe. Daneben wertete das Gericht auch, unter anderem, ihre Forderungen nach einer Volksabstimmung über die Wiedereinführung der Todesstrafe und den Vollzug lebenslanger Freiheitsstrafen, einer öffentlich einsehbaren Sexualstraftäter-Datei, der chemischen Kastration von Pädophilen und der Auszahlung von Sozialleistungen nur an Deutsche als Belege für die Verfassungsfeindlichkeit der Partei. Des Weiteren befand das Gericht, dass die Verfassungsfeindlichkeit der Partei auch dadurch zur Geltung komme, dass sie in Deutschland lebende Moslems nach Art. 3 Abs. 3 GG diskriminiere, antijüdische Feindbilder pflege und sich gegen das öffentliche Zeigen von Homosexualität wendet.
Die Feststellung der Verfassungsfeindlichkeit bewirkt eine Veränderung der Rechtsposition der NPD, so zum Beispiel eine Einschränkung des Neutralitätsgebotes von öffentlichen Amtsträgern ihr gegenüber.
Im Juni 2017 änderte der Bundestag das Parteien- und das Bundesverfassungsgerichtsgesetz sowie das Steuerrecht und schuf einen neuen Art. 21 Abs. 3 GG, sodass Parteien, welche vom Bundesverfassungsgericht als verfassungsfeindlich eingestuft werden, von der Parteienfinanzierung ausgeschlossen werden können. Dies würde auch bedeuten, dass Spenden an diese Parteien nicht mehr steuerlich abgesetzt werden könnten und dass die steuerlichen Privilegien für die Parteien entfallen würden. Hintergrund war ein Hinweis gewesen, welchen das Gericht in die Urteilsverkündung zum Verbotsverfahren eingebaut hatte, wonach der Gesetzgeber jederzeit ein Gesetz verabschieden könne, das einer als verfassungsfeindlich eingestuften Partei die Parteienfinanzierung entzieht. In der schriftlichen Urteilsbegründung hieß es dazu: „Eine Modifizierung dieses Regelungskonzepts, etwa hinsichtlich der Schaffung von Möglichkeiten gesonderter Sanktionierung im Fall der Erfüllung einzelner Tatbestandsmerkmale des Art. 21 Abs. 2 GG unterhalb der Schwelle des Parteiverbots, ist dem verfassungsändernden Gesetzgeber vorbehalten.“ Im Juli 2019 stellten Bundesrat, Bundestag und Bundesregierung beim Bundesverfassungsgericht einen entsprechenden Antrag, da die NPD weiterhin das Ziel verfolge, die freiheitliche demokratische Grundordnung zu beseitigen. Im Januar 2024 entschied der zweite Senat des Bundesverfassungsgerichts, dass die Partei Die Heimat (vormals NPD) für die Dauer von sechs Jahren von der staatlichen Parteifinanzierung nach § 18 Parteiengesetz ausgeschlossen ist.